# Architektura gotycka w Skandynawii i Niderlandach

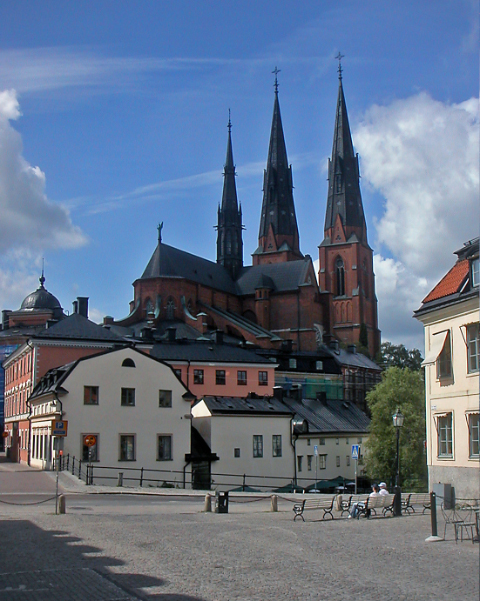
Katedra w Uppsali

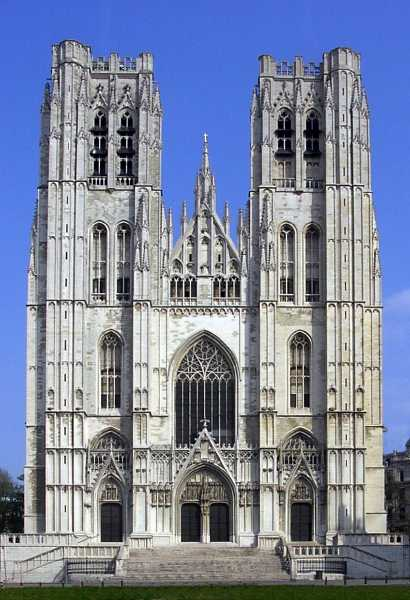
Katedra w Brukseli

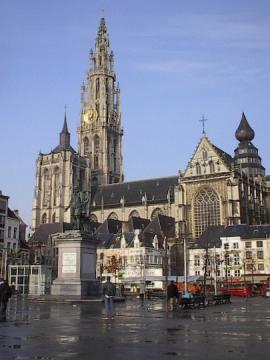
Katedra w Antwerpii

Do krajów skandynawskich styl gotycki, podobnie jak architektura romańska dotarł za pośrednictwem Francji, Niemiec i Anglii. Nadal dominowało budownictwo drewniane. Z tego materiału wznoszono mniejsze budowle, a większe budowano z ciosów kamiennych wykorzystując zazwyczaj złoża granitu. Jednak dekoracje rzeźbiarskie, nawet w tym przypadku, najczęściej naśladują motywy stosowane w snycerstwie. Pojawiła się także cegła, najwcześniej, bo już w XII wieku na terenie Danii, a w pozostałych krajach Skandynawskich w XIII wieku. Najczęściej spotykaną formą budowli są kościoły halowe, spotykane są także bazyliki.
Znane obiekty:
- katedra w Roskilde, której budowę rozpoczęto w okresie romańskich została przebudowana pod koniec XII wieku. Pozostałością stylu romańskiego są półkoliste łuki okien.
- katedra w Uppsali, budowana od 1287 z obejściem i wieńcem kaplic w części wschodniej i wysokimi (119,0) wieżami od strony zachodniej
- katedra w Trondheim
- katedra w Stavanger

Mimo bliskiego sąsiedztwa z Francją, na tereny Flandrii i Niderlandów gotyk zawędrował dopiero w pierwszej połowie XIII wieku. Wzorowane na architekturze północnej Francji budowle stawiano w pierwszym okresie przede wszystkim z kamienia, a pod koniec gotyku najczęściej używano cegły.
Znane obiekty:
- katedra św. Guduli w Brukseli, zbudowana w latach 1226 (lub 1228) – 1280. Jest to trójnawowa bazylika z prezbiterium zamkniętym wielobocznym obejściem, jednak bez wieńca kaplic. Nawy przecina transept. Nawa główna z triforiami przykryta sklepieniami podpartymi dwupoziomowymi łękami. Pomiędzy wieżami sił zbudowanymi w latach 1350-1450 ulokowano kaplice boczne. Fasadę flankują dwie wieże, których budowę przerwano na wysokości 69,0 m w 1518 r.
- katedra w Antwerpii, siedmionawowa bazylika zbudowana w latach 1352-1411. Korpus od prezbiterium oddziela jednonawowy transept. Wokół prezbiterium zbudowano obejście z wieńcem pięciu kaplic. Przy fasadzie zaplanowano dwie wieże. W 1592 r. ukończono wieżę o wysokości 123,0 m od strony północnej, budowę drugiej wieży przerwano w 1474.
- kościoły w Brugii:
  - katedra św. Salwatora, budowana od ok. 1116 r., w dolnej części romańska, o sklepieniu podpartym filarami ze schodzącymi do posadzki wiązkami służek
  - kościół Notre Dame
- kościoły w Haarlem, Utrechcie, Dordrechcie zostały zbudowane pod koniec okresu gotyku. Są to przykłady budownictwa ceglanego.
- w bogatych miastach o rzemieślniczo-handlowej tradycji zachowały się również późnogotyckie budynki reprezentacyjne:
  - domy kupieckie i cechowe w
    - Gandawie – zbudowana pod koniec gotyku gildia żeglarzy o schodkowym szczycie i sąsiadujący z nią dom kupców zboża z 1698 ozdobiony barokową dekoracją. Domu mają schodkowe szczyty, charakterystyczne dla gotyckich kamienic budowanych w Niderlandach.
    - Brugii – hale sukienników i kupców zamorskich,
    - Ieper – o masywnej wieży górującej nad szeroką na 133,0 m elewacją budowli. Budowę wieży rozpoczęto już w 1200 r., a w latach 1304-1377 zbudowano dwunawową halę do wnętrza której prowadzi 48 portali. Budynek handlarzy sukna został zniszczony podczas I wojny, obecnie w Ypres znajduje się jego rekonstrukcja.

  - ratusze w Oudenarde, Brukseli, Louvain, Brugii, Gandawie
- zamek w Gandawie